# Крепость Фаляк-оль-Афлак

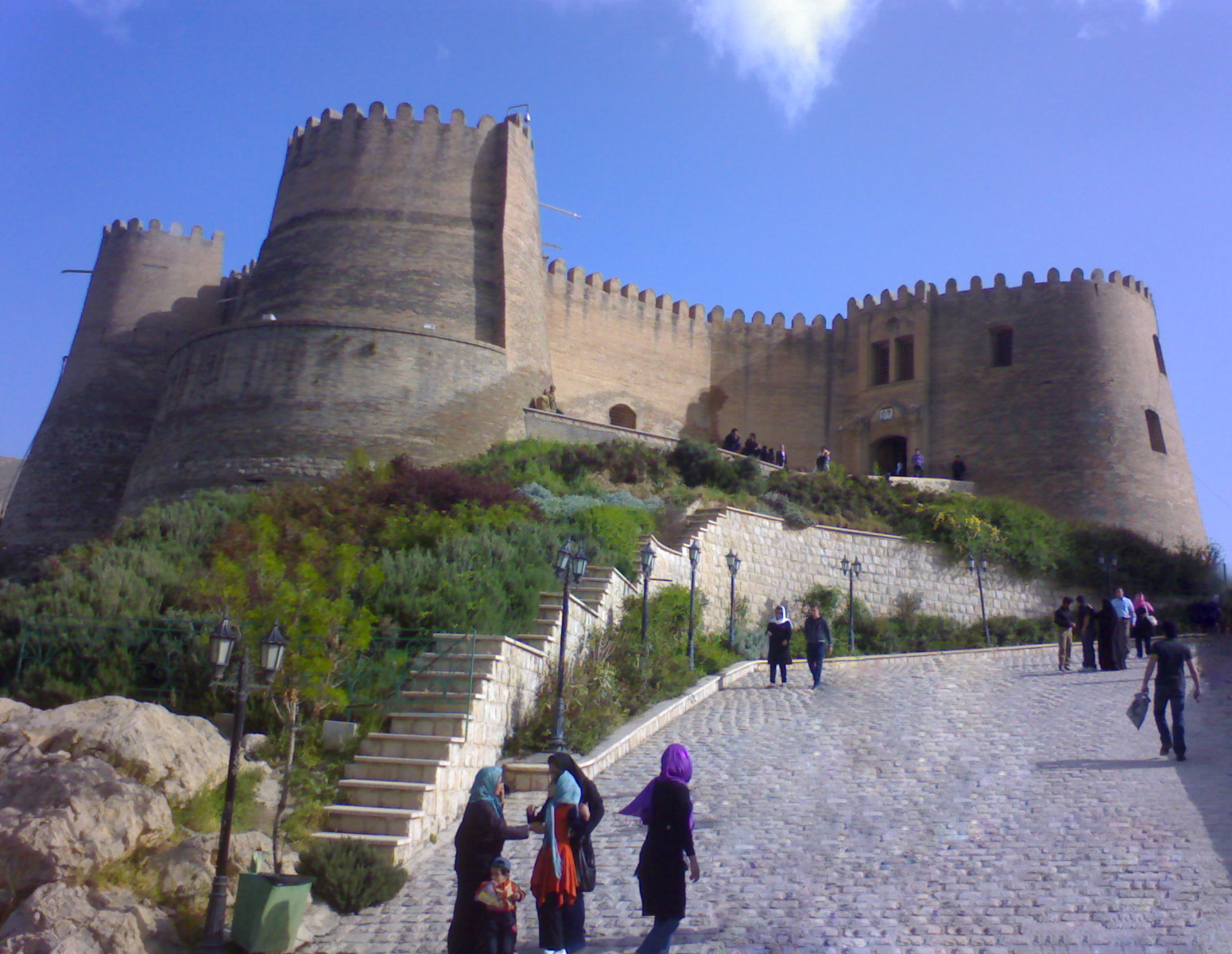
Крепость Фаляк-оль-Афлак

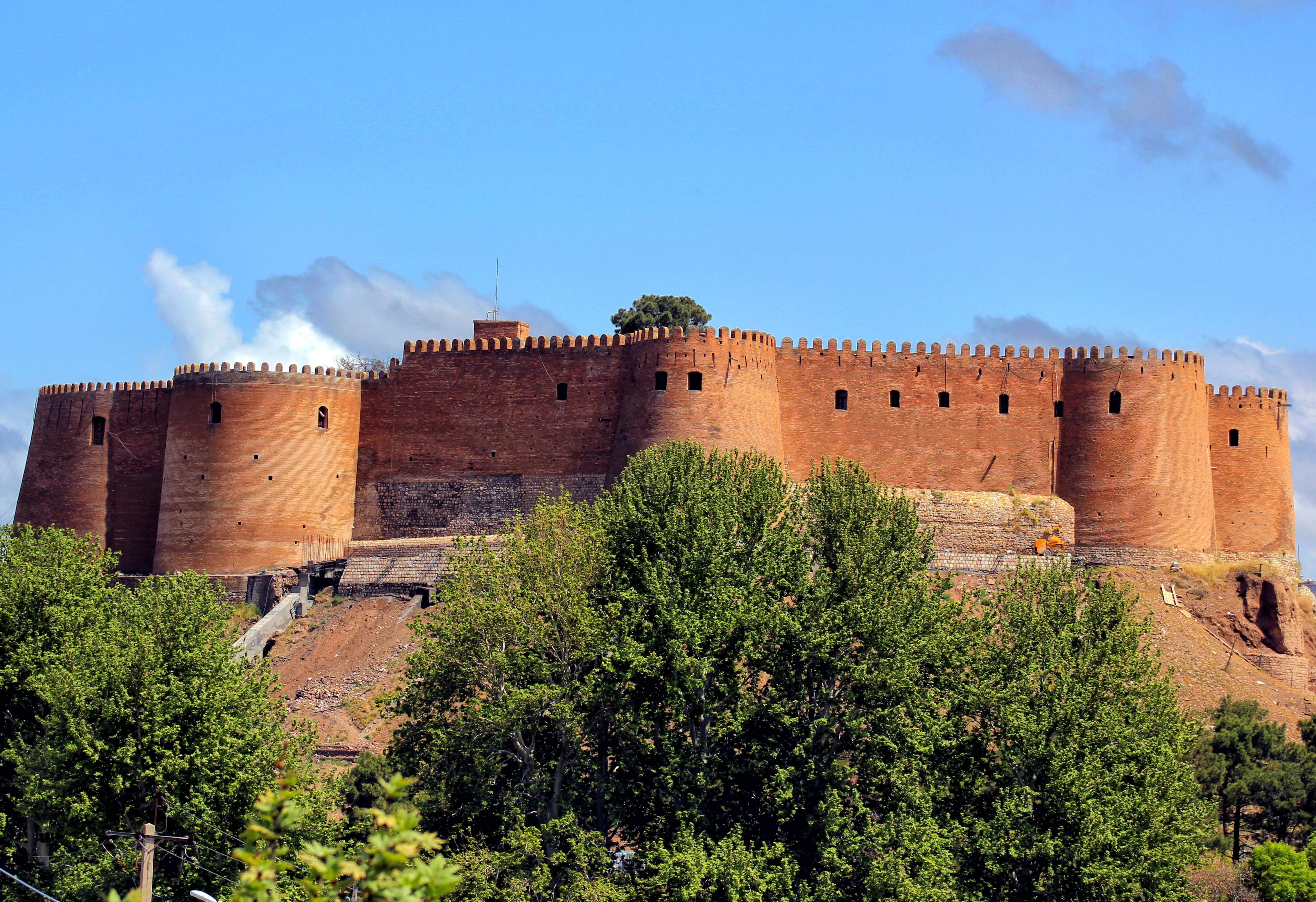
Крепость Фаляк-оль-Афлак находится в центре города Хорремабад

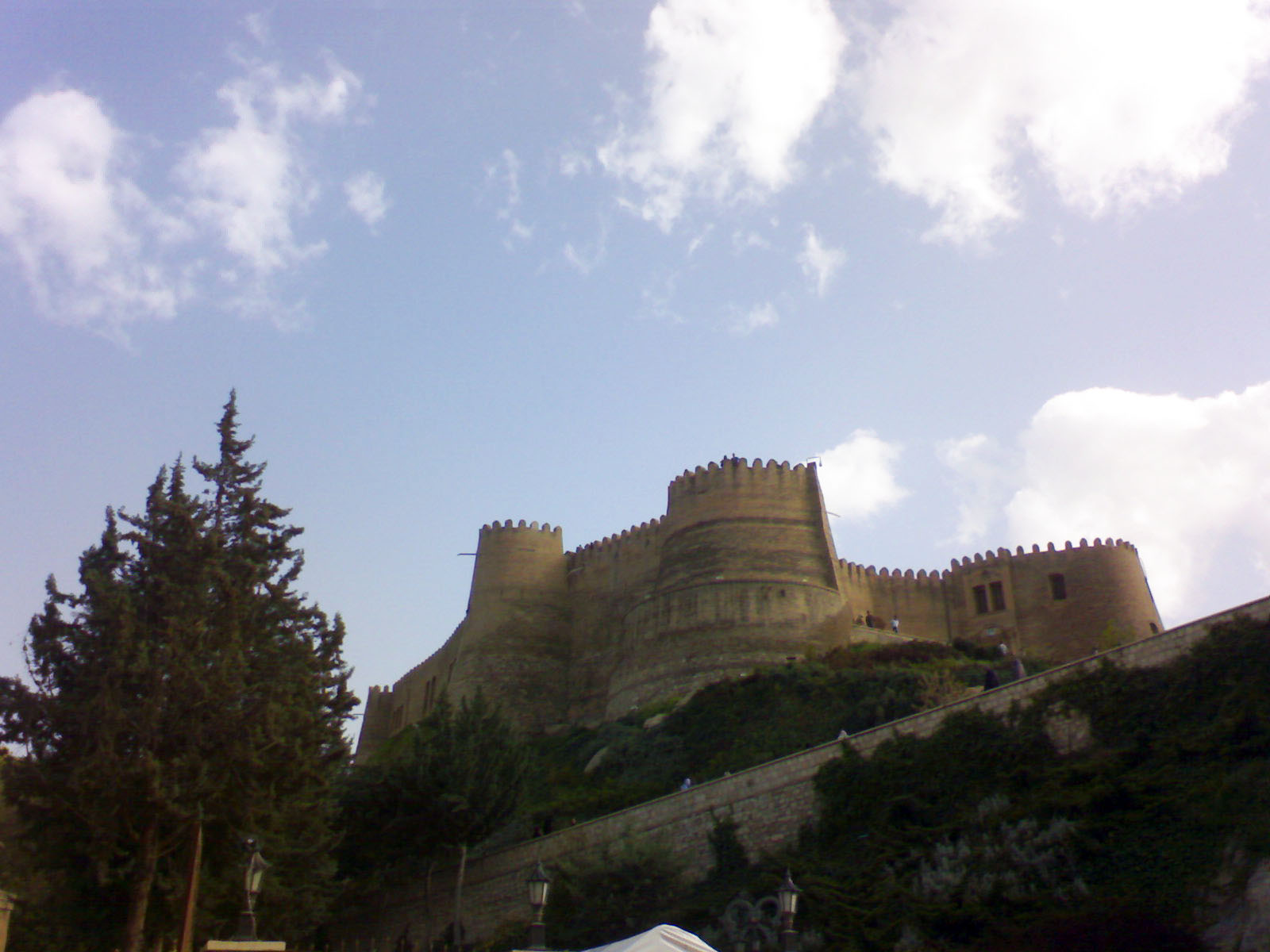
Крепость Фаляк-оль-Афлак

Крепость Фаляк-оль-Афлак (перс. فلک‌الافلاک‎) или крепость Шапур-Хаст (перс. دژ شاپورخواست‎) — крепость, расположенная на вершине большого холма в городе Хорремабад, провинция Лурестан, Иран. Крепость была построена во времена правления династии Сасанидов (224—651 годы).

## Название
Фаляк-оль-Афлак переводится как «небо рая». Крепость была построена более полутора тысяч лет назад, и в разные периоды истории имела разные названия: крепость Шапур-Хаст, крепость Хорремабада, «Двенадцать башен» (перс. دوازده برجی‎) и дворец Атабакан (перс. کاخ اتابکان‎). Уже во времена правления династии Каджаров в иранских исторических источниках встречается название «Фаляк-оль-Афлак».

## Тюрьма
Крепость Фаляк-оль-Афлак является одним из важнейших сооружений, построенных во времена правления Сасанидов. Крепость находится в историческом центре города Хорремабад провинции Лурестан. Во времена правления династии Пехлеви (первая половина XX века) крепость использовалась как тюрьма, а в 1968 году была преобразована в музейный комплекс.

## Архитектура
Основание крепости имеет параметры 200 на 400 метров. Высота всей конструкции вместе с холмом составляет около 40 метров над городом. Крепость располагается на площади 5300 квадратных метров. Пространство постройки разделено на четыре больших зала, множество небольших комнат и коридоров. Изначально крепость имела двенадцать башен, однако на настоящий момент сохранилось только восемь. Вход в здание расположен в северной стене.
Внутри крепости есть колодец глубиной около 40 метров. Большая часть колодца высечена в скале.
Основной строительный материал крепости — глиняный кирпич (как обычный, так и обожжённый). Некоторые части здания построены из камня и древесины.

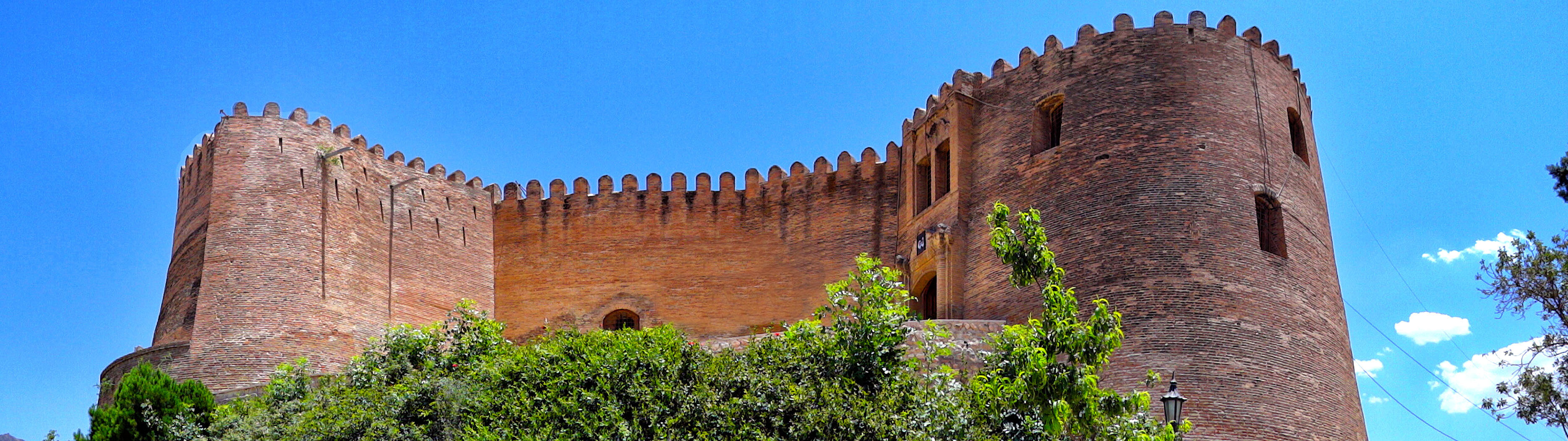
Панорама крепости Фаляк-оль-Афлак

## Близлежащие постройки
Вокруг Фаляк-оль-Афлак археологи обнаружили двухслойный крепостной вал. Из двенадцати башен крепостного вала сохранились только две — на северо-западе и юго-западе вала.

## Система осушения воздуха
Учёные, изучающие Фаляк-оль-Фалак, обнаружили, что в крепости была продвинутая система осушения воздуха. Это было связано с тем, что большая часть строительных материалов крепости могла испортиться от влаги. Именно поэтому крепость была построена в самой высокой точке города — ветер постоянно сушил фундамент постройки.
Сначала предполагалось, что высокие осушительные каналы были укрытиями для жителей города, но позже учёные поняли, для чего предназначались эти сооружения.

## Восстановление крепости
В начале XX века Организация по культурному наследию, народным промыслам и туризму провинции Лурестан приняла решение о восстановлении крепости Фаляк-оль-Афлак. В 2010 году реконструкция была завершена. В рамках восстановления объекта культурного наследия были проведены реставрация каменных плиток, замена глиняных кирпичей, восстановление арок внутри здания и реставрация окон.

## Галерея

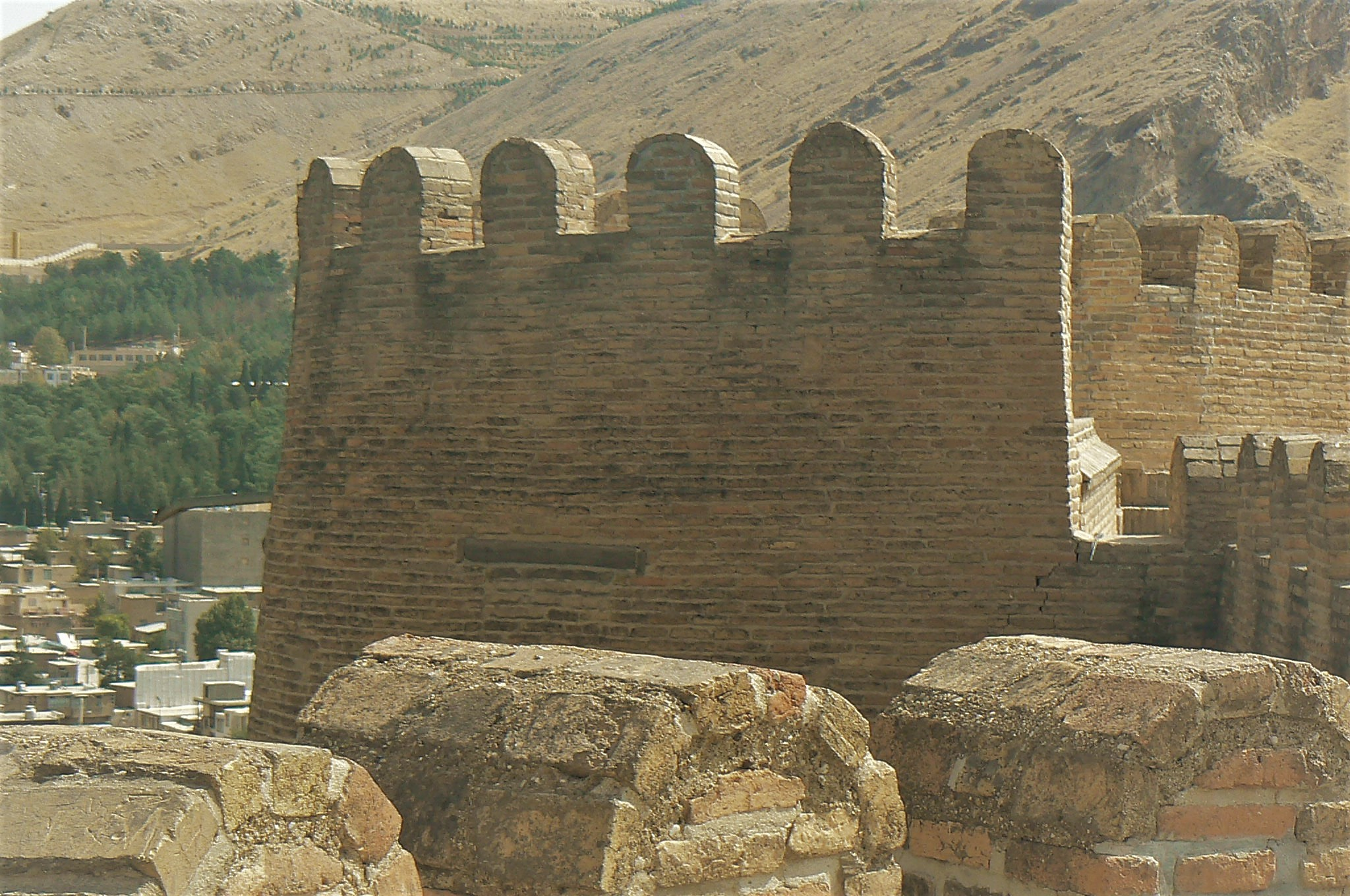
Одна из северных башен замка
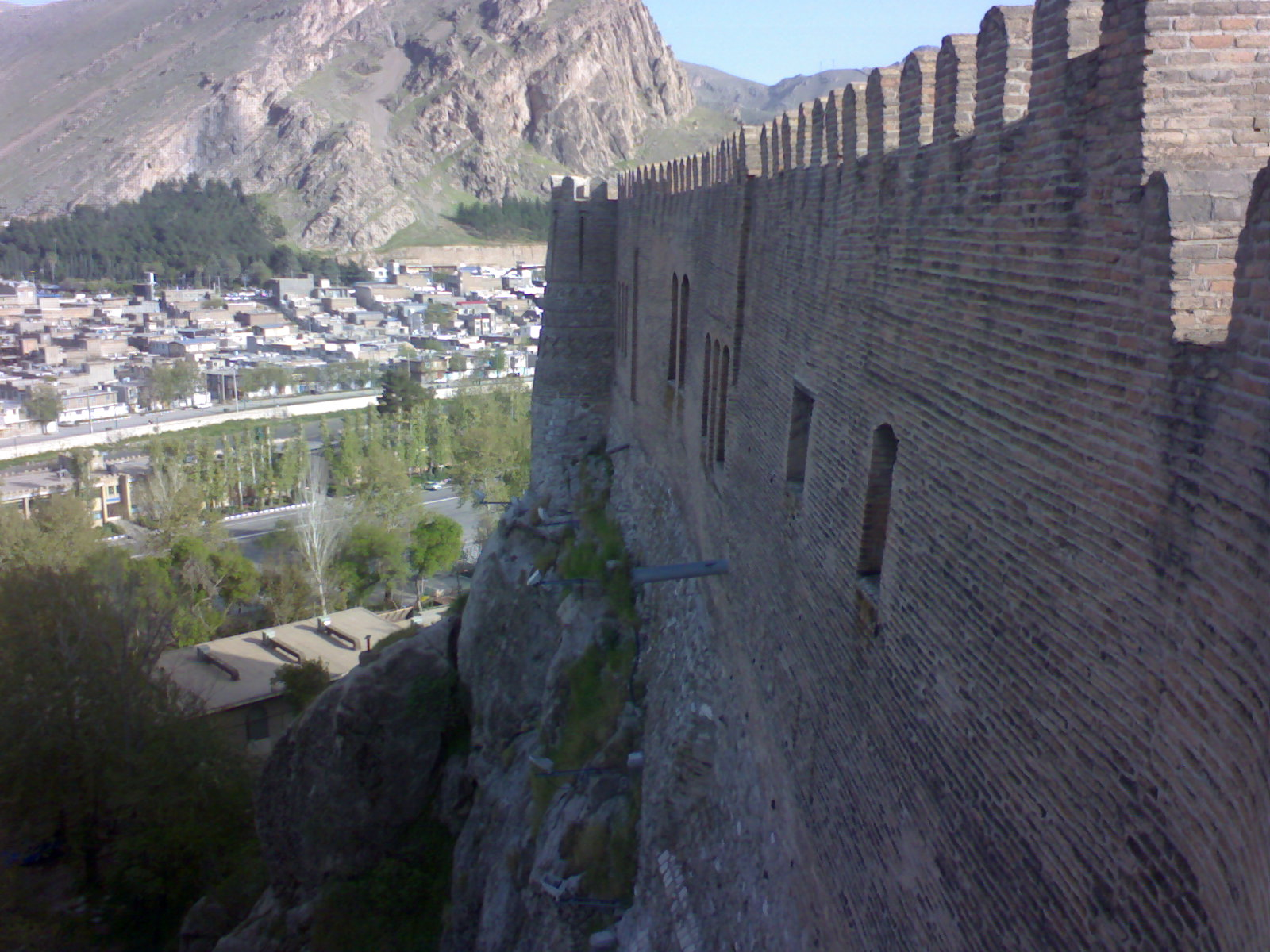
Башня известная как Сельджукская башня
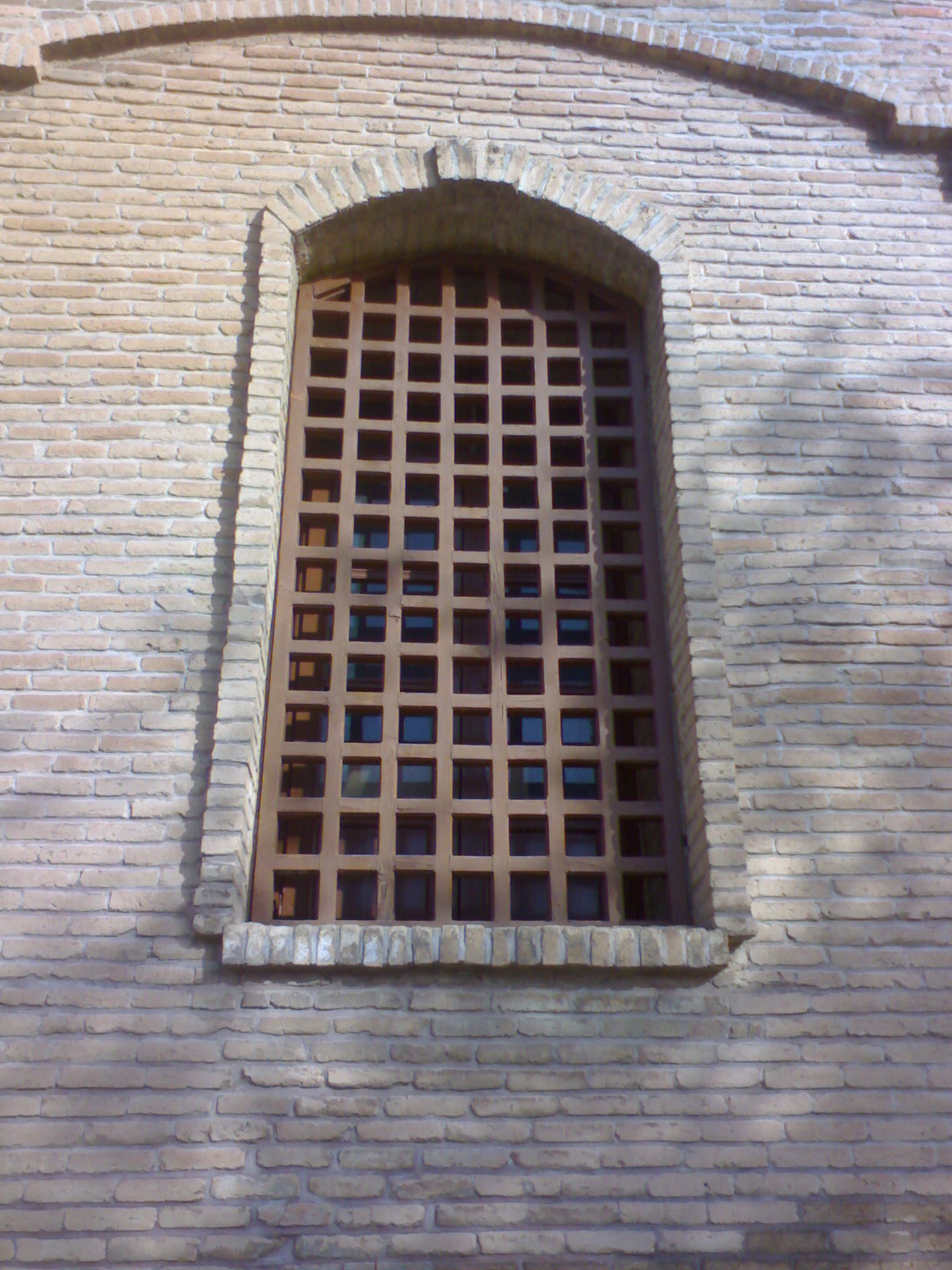
Внешние окна замка
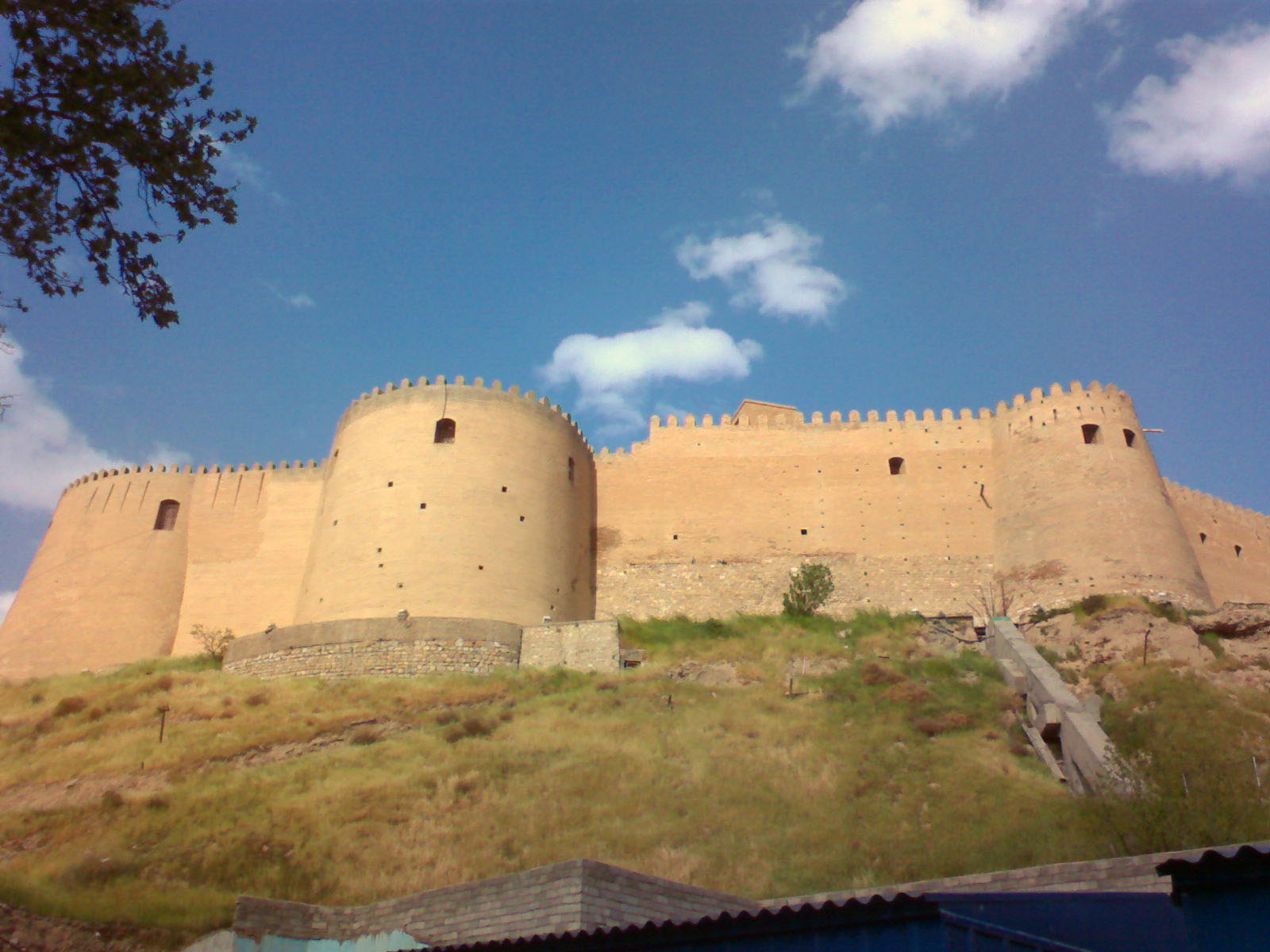
Крепость Фаляк-оль-Афлак
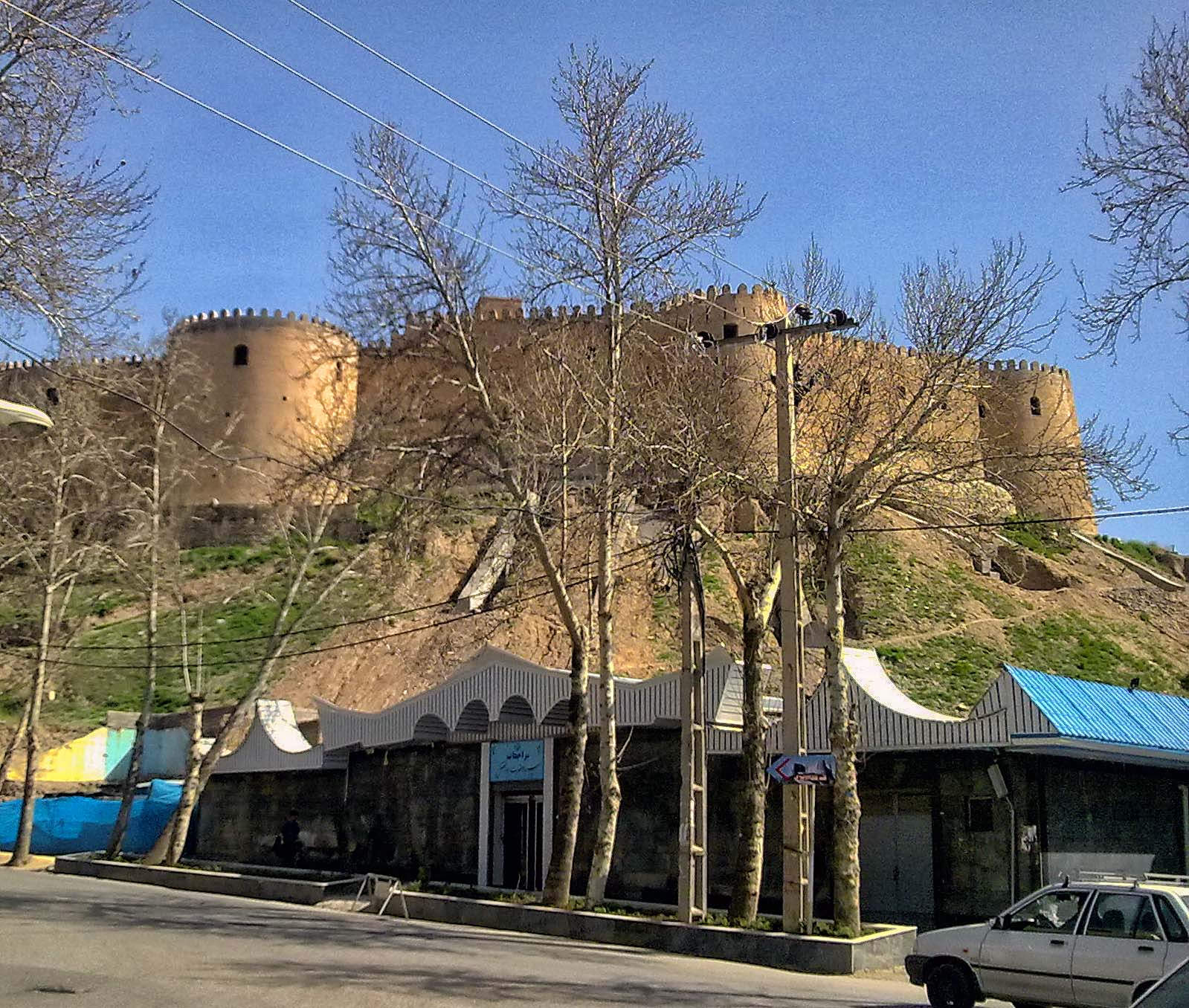
Входная дверь армейского корпуса Хазрат Абальфазль из Луристанской провинции.
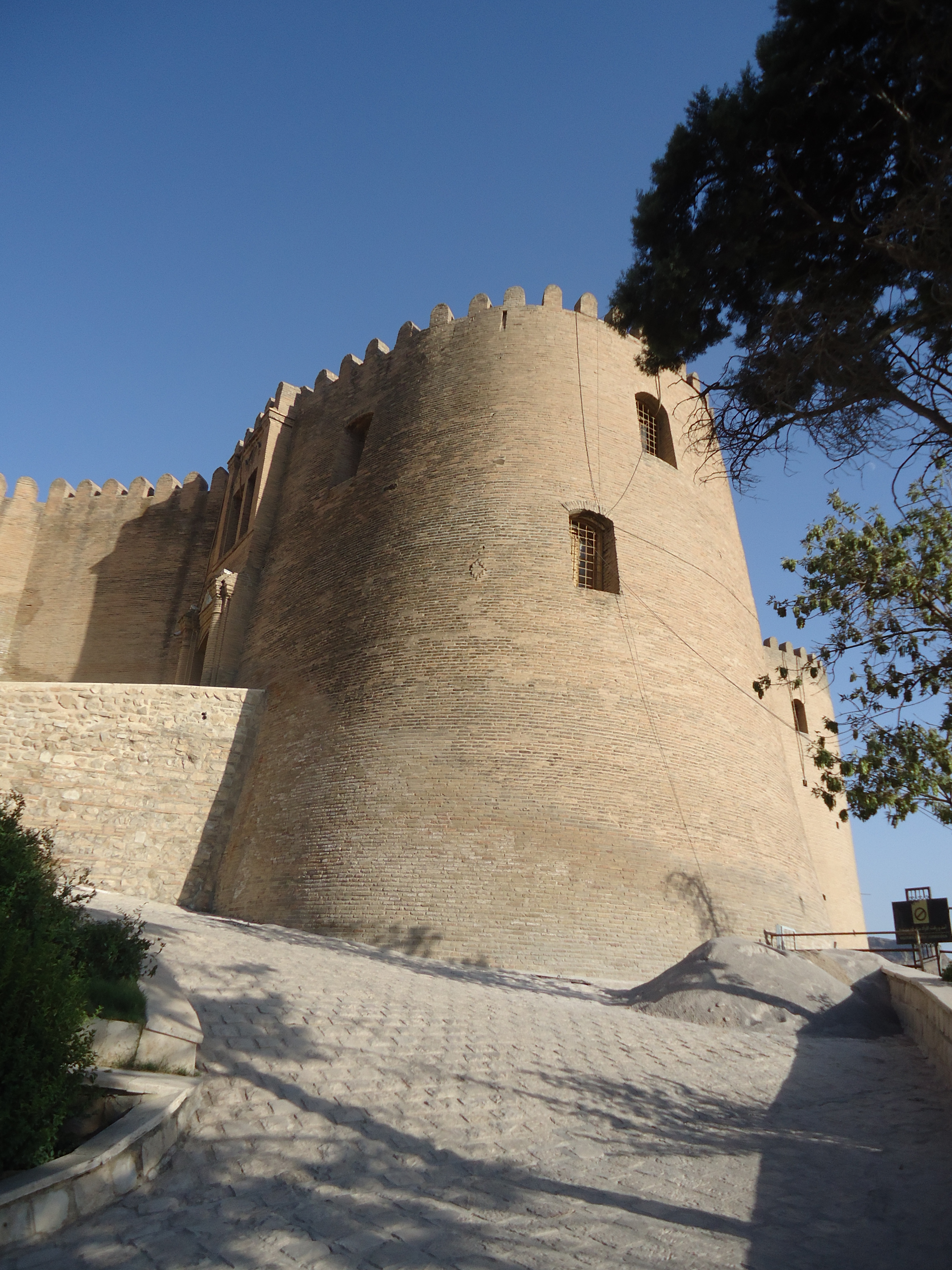
Юго-западная башня
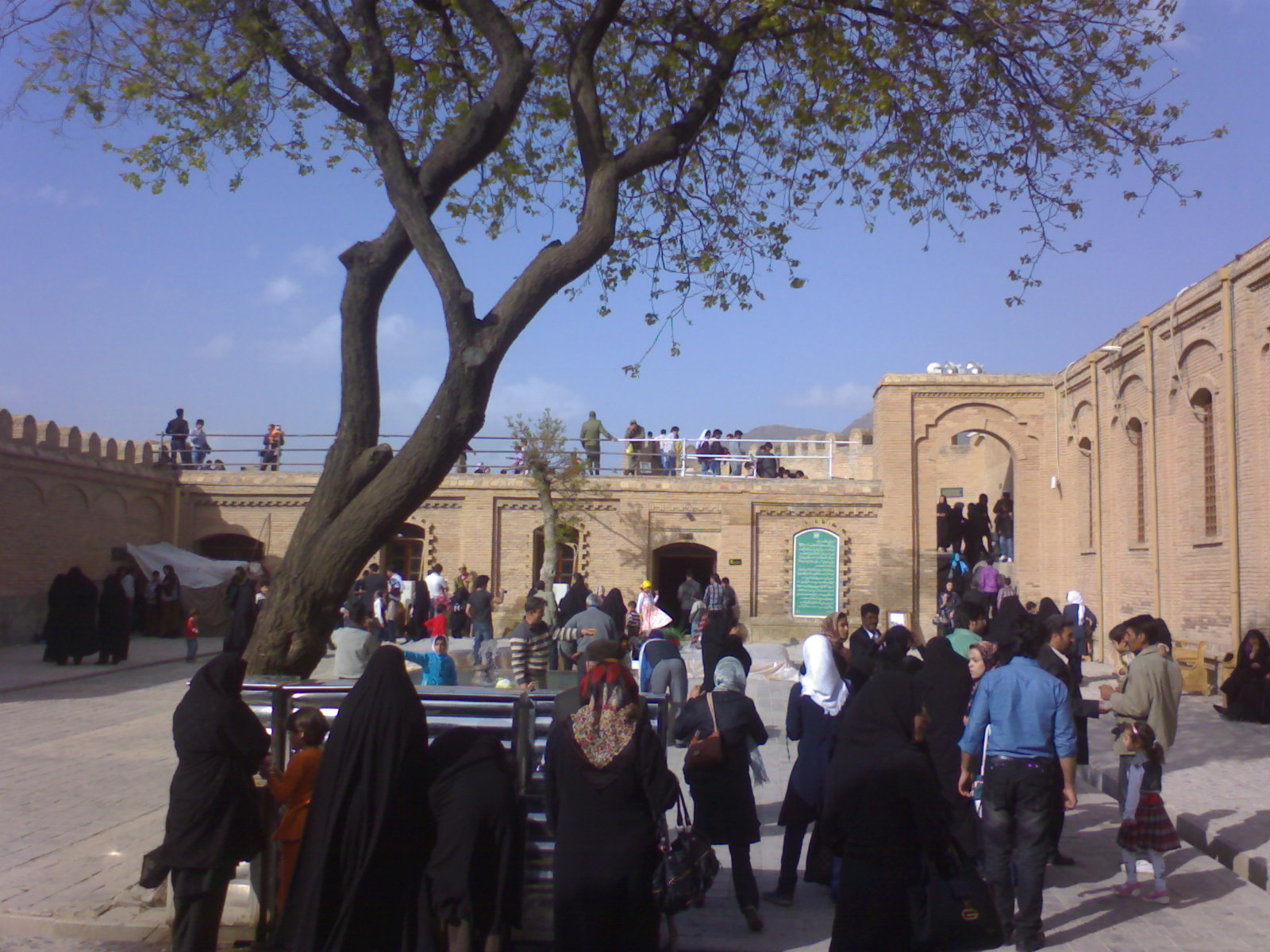
Первый двор замка
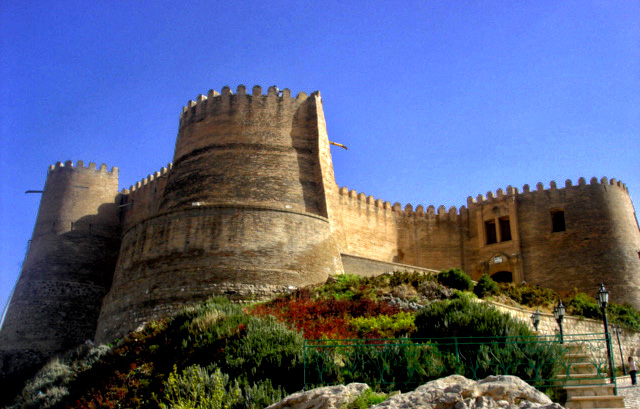
Крепость Фаляк-оль-Афлак
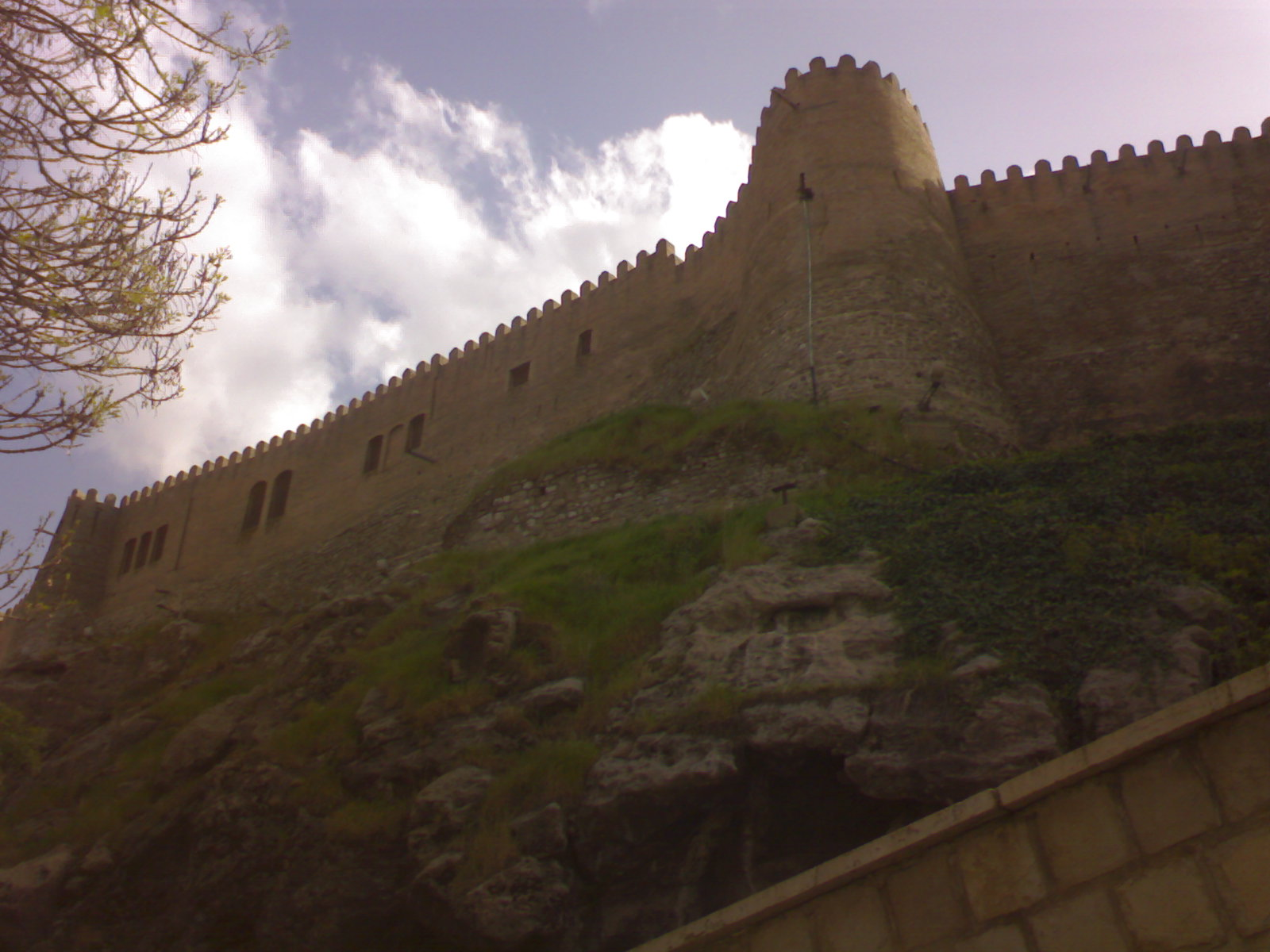
Крепость Фаляк-оль-Афлак
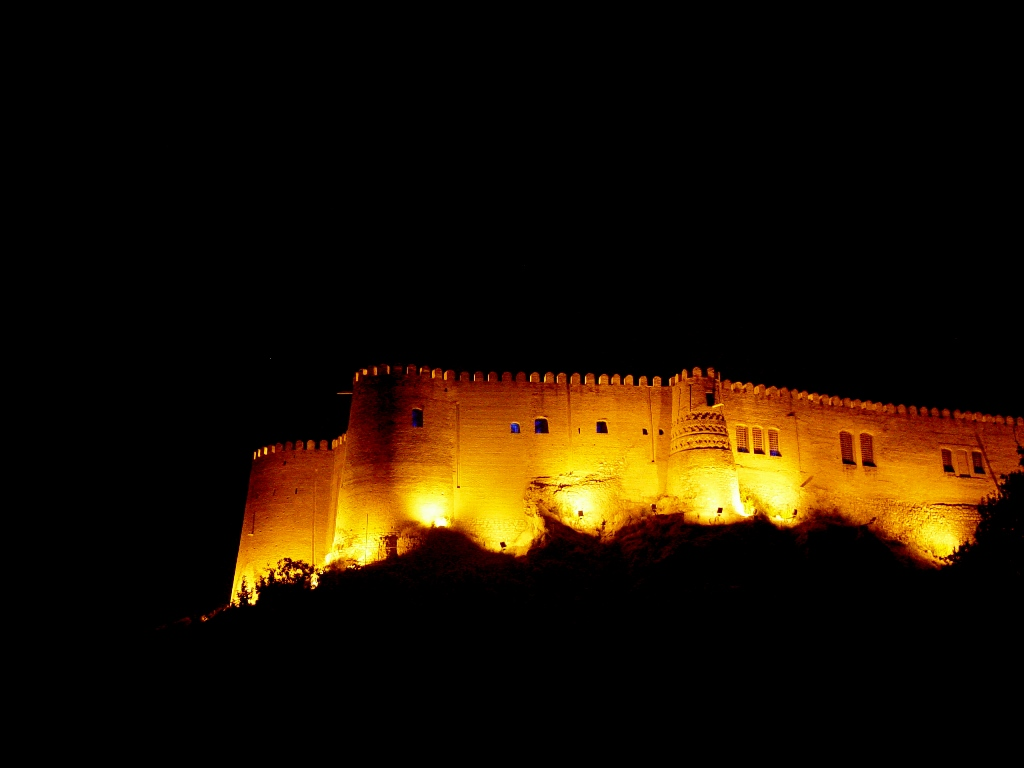
Замок Фаляк-оль-Афлак ночью
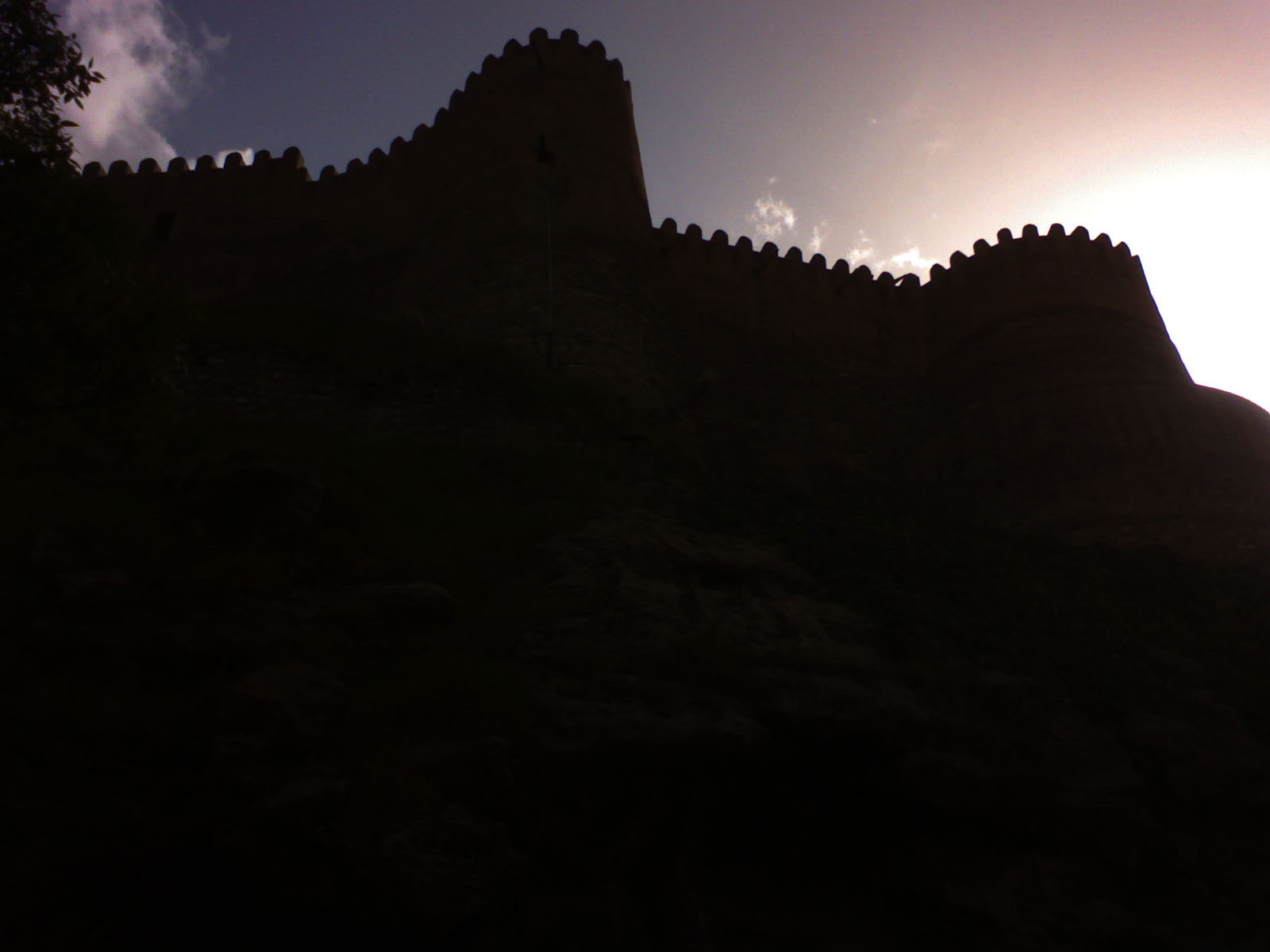
Фаляк-оль-Афлак — символ города Хорремабад
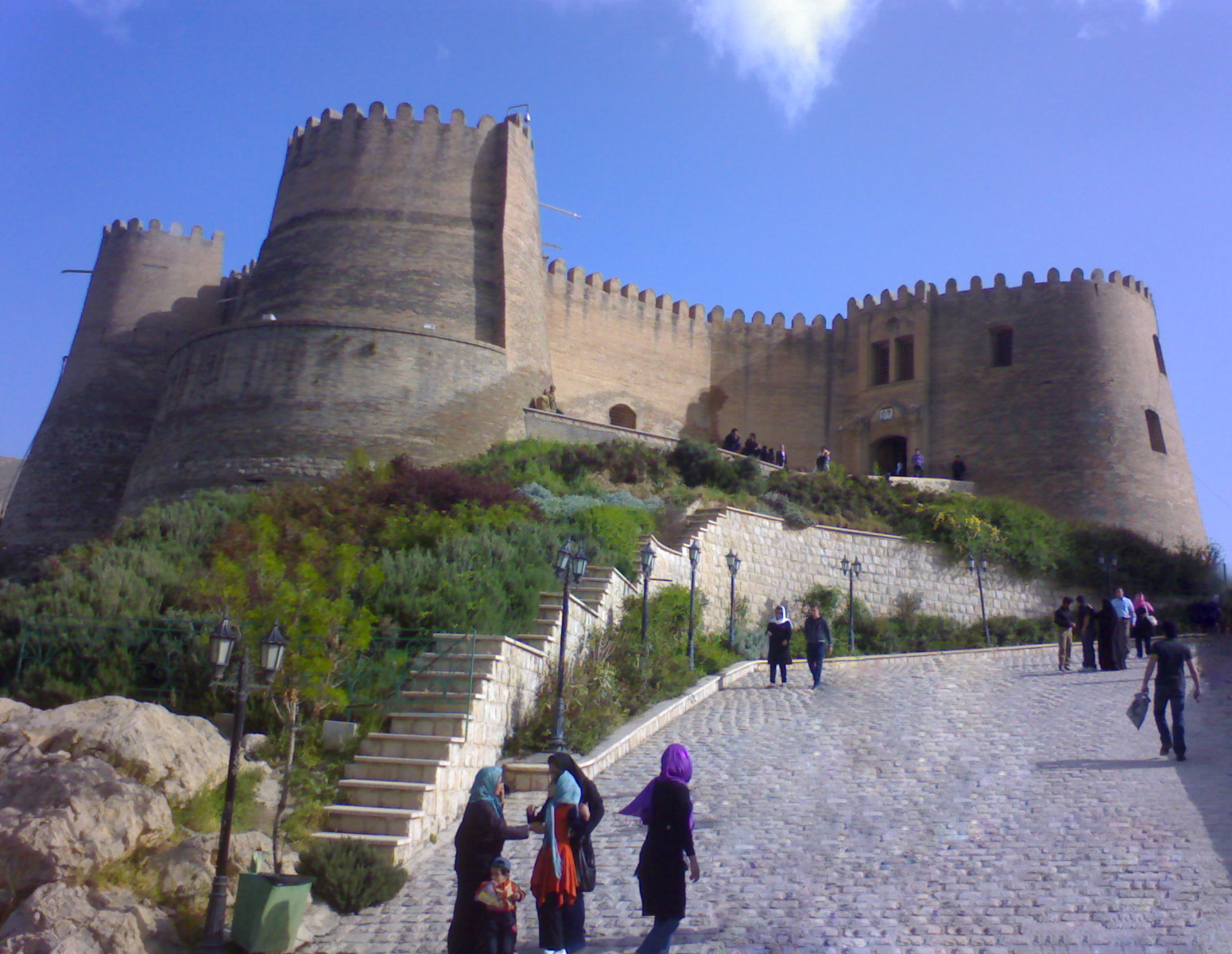
Доступ к замку
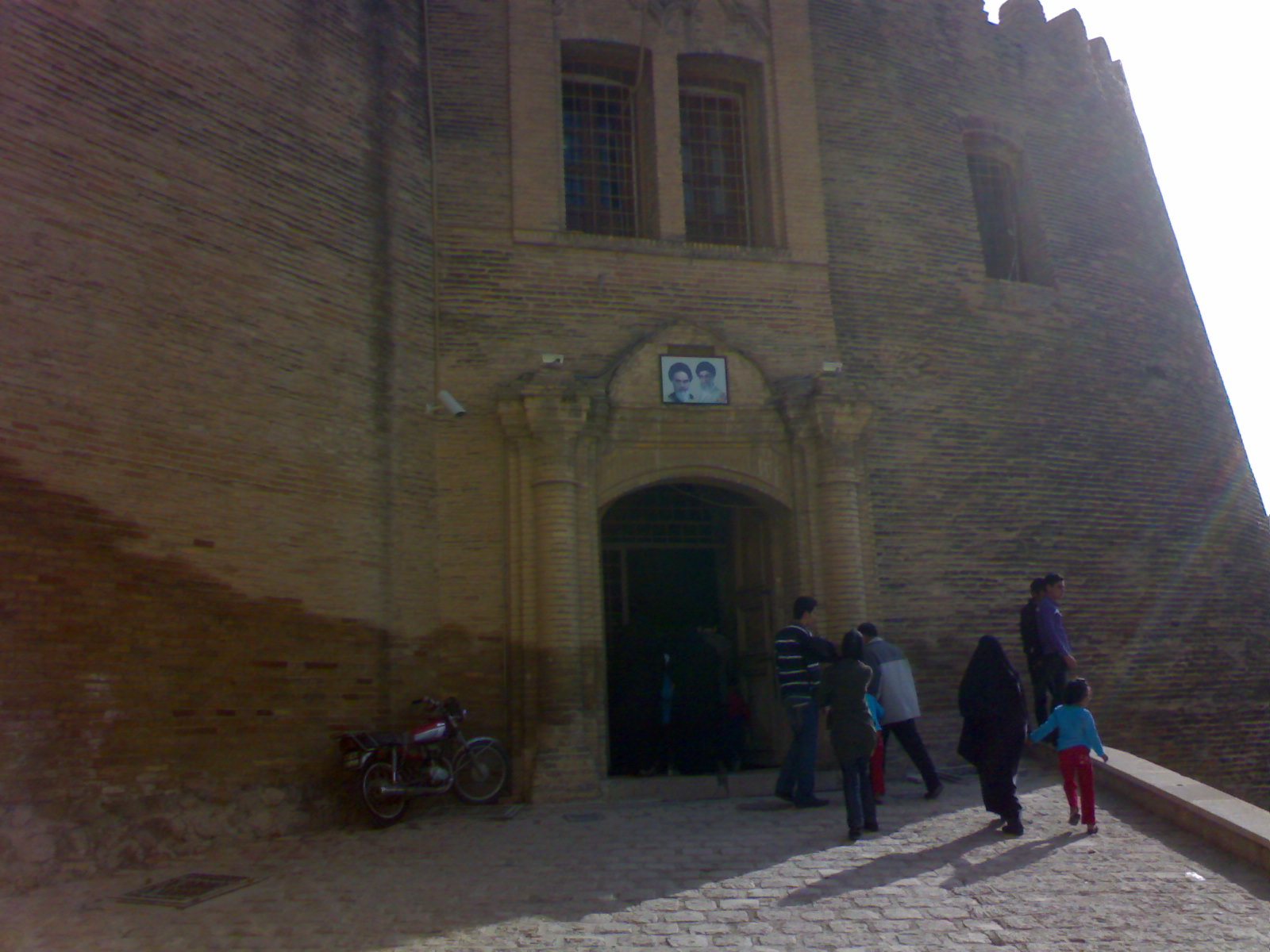
Входная дверь
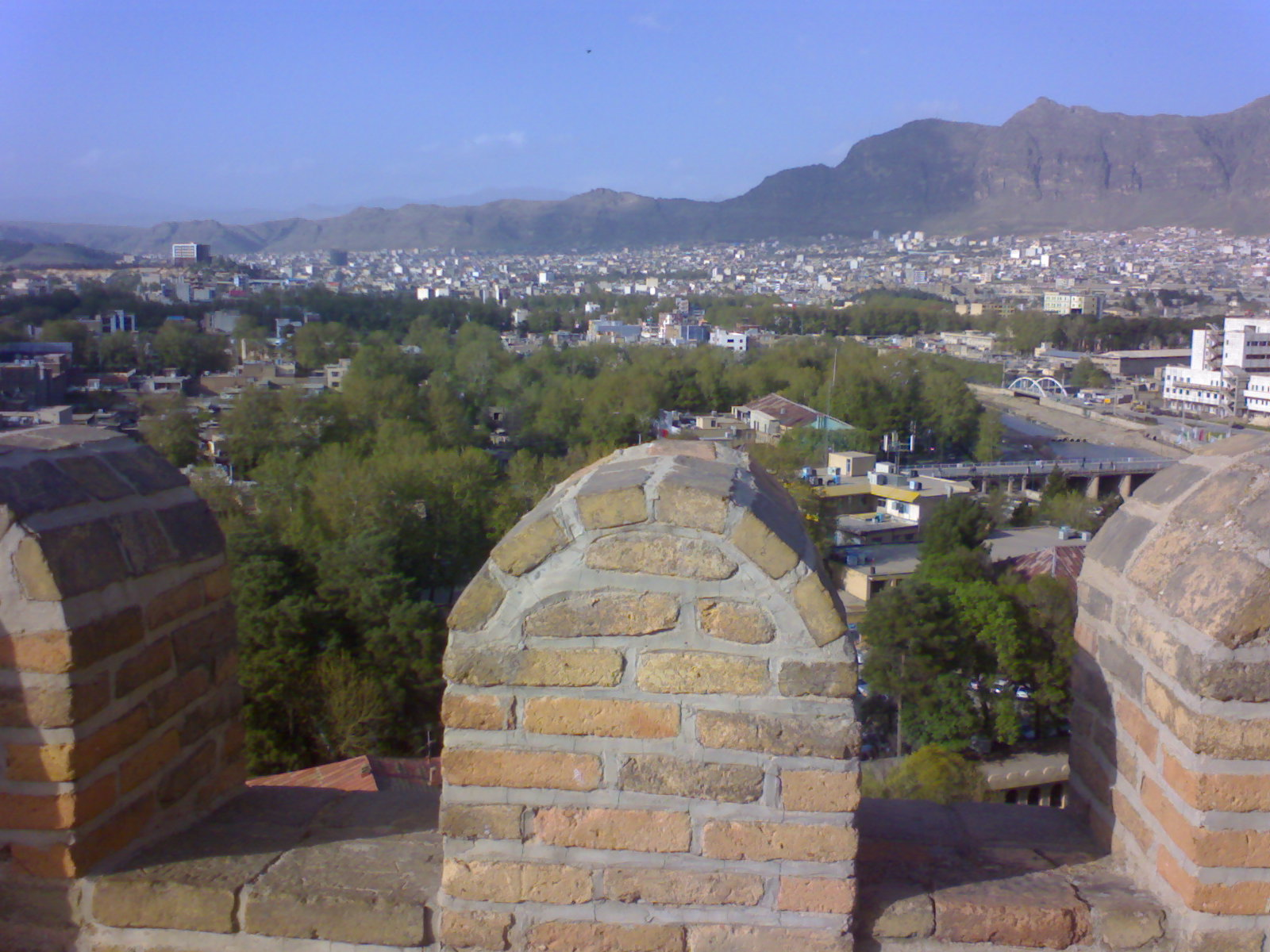
Вид Хорремабада из замка
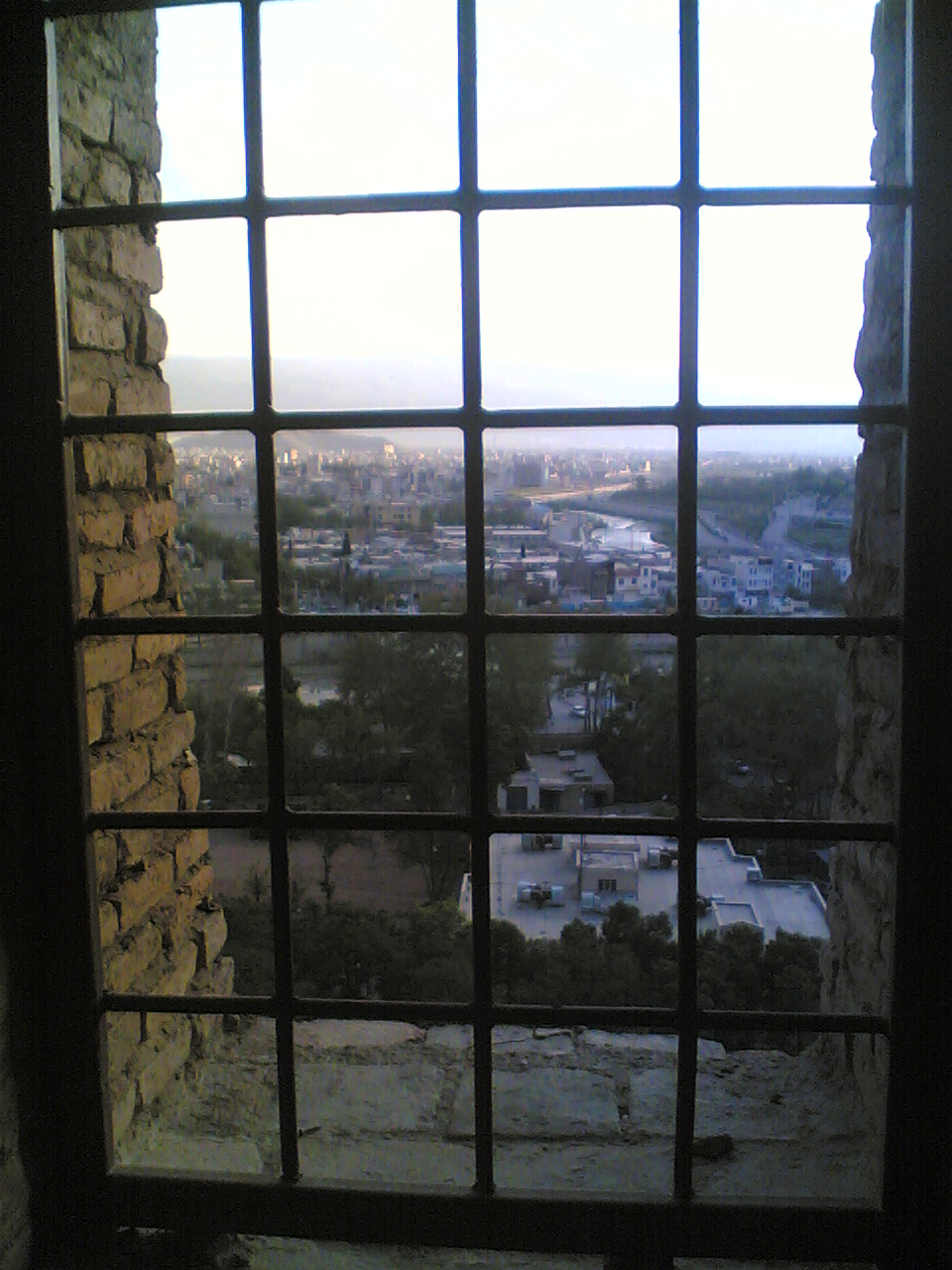
Хорремабад из окна замка
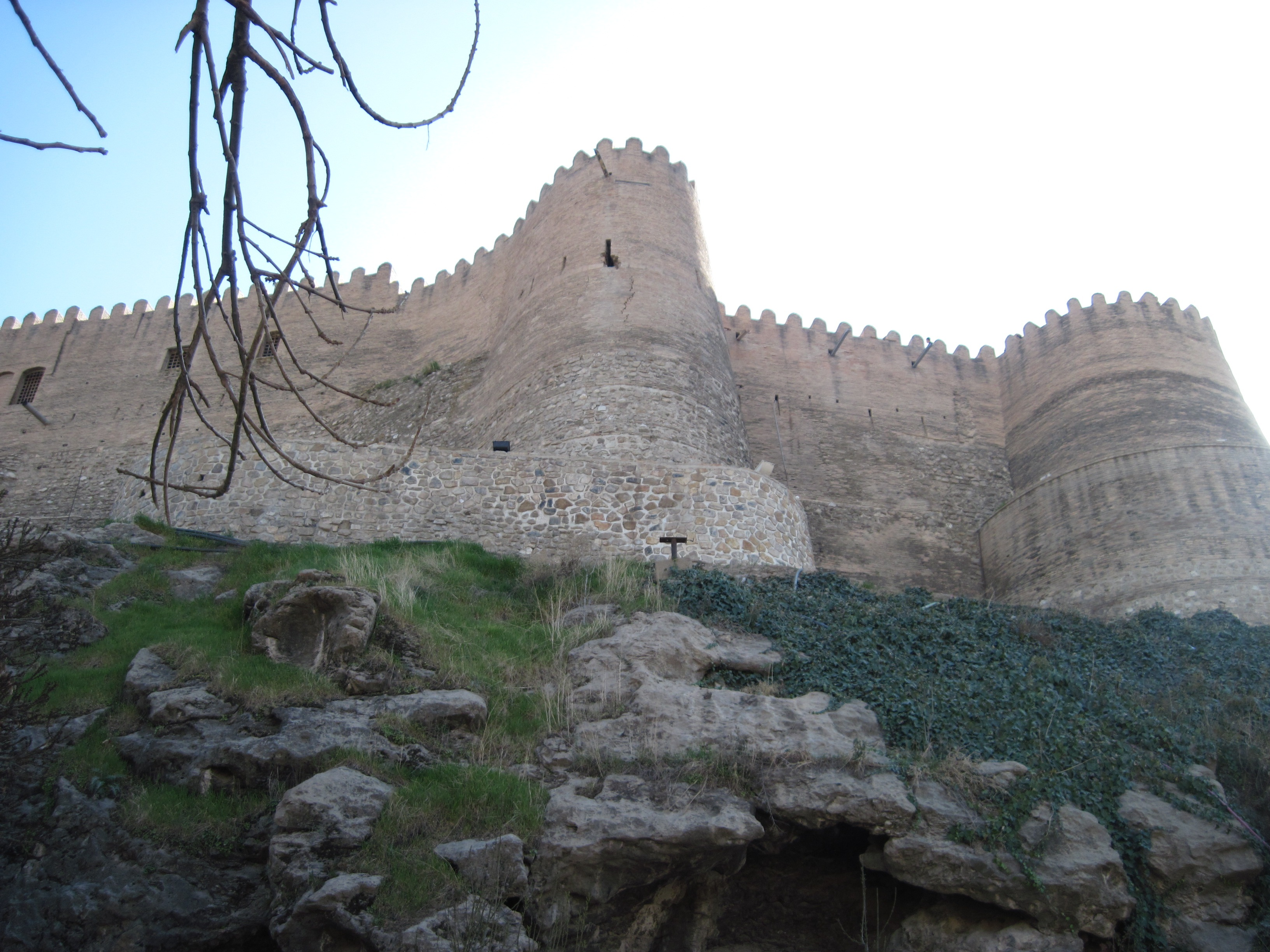
Замок Фаляк-оль-Афлак в Хорремабаде